# Bacillidae
Bacillidae es una familia de insectos del orden de los fásmidos, comúnmente conocidos como insectos palo. Comprende tres subfamilias que agrupan a 19 géneros.

## Géneros
Se reconoce las siguientes subfamilias y géneros:
Subfamilia Antongiliinae
- Antongilia Redtenbacher, 1906
- Bathycharax Kirby, 1896
- Cirsia Redtenbacher, 1906
- Leprodes Redtenbacher, 1906
- Ocnobius Redtenbacher, 1906
- Onogastris Redtenbacher, 1906
- Paracirsia Cliquennois, 2006
- Paronogastris Cliquennois, 2006
- Pseudodatames Redtenbacher, 1906
- Pseudonogastris Cliquennois, 2006
- Tuberculatocharax Zompro, 2005
- Ulugurucharax Zompro, 2005
- Virgasia Cliquennois, 2006
- Xylica Karsch, 1898
- Xylobacillus Uvarov, 1940

Subfamilia Bacillinae
- Bacillus Berthold, 1827
- Clonopsis Pantel, 1915
- Phalces Stål, 1875

Subfamilia Macyniinae
- Macynia Stål, 1875